# Gran Premio Internacional Joaquín S. de Anchorena
El Gran Premio Internacional Joaquín S. de Anchorena es el clásico más importante del calendario hípico argentino para caballos que participan en carreras de media distancia, la milla, y se disputa sobre pista de grama de 1600 metros.
Su nombre ha sido puesto en honor a Joaquín Samuel de Anchorena, intendente de Buenos Aires entre 1910 y 1914 y presidente del Jockey Club en dos oportunidades (1922-1923 y 1958-1959). Esta competencia se disputa desde 1980 en el Hipódromo de San Isidro, como complemento del Gran Premio Carlos Pellegrini.
En él pueden participar caballos de 3 y más edad, oriundos de cualquier país. El peso de la monta de los ejemplares se calcula de acuerdo a la edad de los caballos, siguiendo la escala internacional. 

## Últimos ganadores del Joaquín S. de Anchorena
| Año  | Ganador          | País | Jockey               | País | Padrillo           | País | Yegua Madre    | País | Criador                                             | Caballeriza           | Colores            |
| ---- | ---------------- | ---- | -------------------- | ---- | ------------------ | ---- | -------------- | ---- | --------------------------------------------------- | --------------------- | ------------------ |
| 1995 | Riton            |      | Horacio Karamanos    |      | Un Desperado       |      | Yoko           |      | Lineo de Paula Machado                              | Río Claro             | Horse racing silks |
| 1996 | Atonic           |      | Rubén Laitán         |      | Ahmad              |      | Percala        |      | Haras Don Santiago                                  | María del Mar         | Horse racing silks |
| 1997 | Geneve           |      | Jacinto Herrera      |      | Senor Pete         |      | Niza           |      | Haras La Quebrada                                   | La Quebrada           | Horse racing silks |
| 1998 | Ixal             |      | Carlos Fernández     |      | Intérprete         |      | Excel Bali     |      | Haras El Paraíso                                    | Chichín               | Horse racing silks |
| 1999 | Cafetín          |      | Jorge Ojeda          |      | Slew Gin Fizz      |      | Pretty Queen   |      | Haras Rodeo Chico                                   | Rodeo Chico           | Horse racing silks |
| 2000 | Paga             |      | Pablo Falero         |      | Montreal Marty     |      | La Perruca     |      | Haras Las Camelias                                  | Camelias Mercedinas   | Horse racing silks |
| 2001 | Randy Cat        |      | Pablo Falero         |      | Roy                |      | Razzi Cat      |      | Haras Vacación                                      | Vacación              | Horse racing silks |
| 2002 | Candy Ride       |      | Armando Glades       |      | Ride the Rails     |      | Candy Girl     |      | Haras Abolengo                                      | Ojos Claros (RIV)     | Horse racing silks |
| 2003 | From the Sky     |      | José Ricardo Méndez  |      | Salt Lake          |      | Galaxy Light   |      | Haras Río Claro                                     | Río Claro             | Horse racing silks |
| 2004 | Forty Fabuloso   |      | José Ricardo Méndez  |      | Roar               |      | Batty Fabulosa |      | Haras La Biznaga                                    | El Tute               | Horse racing silks |
| 2005 | Strawberry Lake  |      | Gustavo Calvente     |      | Salt Lake          |      | Chica Fresa    |      | Haras Arroyo de Luna                                | El Wing               | Horse racing silks |
| 2006 | Storm Military   |      | Jorge Ricardo        |      | Bernstein          |      | Shy Mandona    |      | Haras La Biznaga                                    | La Biznaga            | Horse racing silks |
| 2007 | Star Plus        |      | Pedro Robles         |      | Alpha Plus         |      | Nannar         |      | Sres. Claudio y Marcelo Valle                       | Epona                 | Horse racing silks |
| 2008 | Inter Optimist   |      | Jorge Ricardo        |      | Incurable Optimist |      | Es Intérprete  |      | Haras Vengador                                      | Vengador              | Horse racing silks |
| 2009 | Maruco Plus      |      | Edwin Talaverano     |      | Alpha Plus         |      | Villa Hípica   |      | Haras La Gringa                                     | Los Gauchos           | Horse racing silks |
| 2010 | Inter Red        |      | José Ricardo Méndez  |      | Rincón Red         |      | Mita           |      | Haras Los Paraísos                                  | Los Paraísos          | Horse racing silks |
| 2011 | Thunder One      |      | Juan Cruz Villagra   |      | Thunder Gulch      |      | Palmtin        |      | Haras La Madrugada                                  | Keyser Soze           | Horse racing silks |
| 2012 | Winning Prize    |      | Jorge Ruiz Díaz      |      | Pure Prize         |      | Winning Ways   |      | Haras De La Pomme                                   | Los Nelson            | Horse racing silks |
| 2013 | Infiltrada       |      | Pablo Falero         |      | Footstepsinthesand |      | Ibella         |      | Estación de Montas La Missión S.A. y Miguel Repetto | Quilmes               | Horse racing silks |
| 2014 | Todo Un Amiguito |      | Juan Cruz Villagra   |      | Mutakddim          |      | Yankee Star    |      | Carlos Alberto Monayer                              | Haras y Stud Don Nico | Horse racing silks |
| 2015 | Eragon           |      | Gustavo Calvente     |      | Offlee Wild        |      | Express Time   |      | Haras Avourneen                                     | Juan Antonio          | Horse racing silks |
| 2016 | Le Ken           |      | Juan Cruz Villagra   |      | Easing Along       |      | Le Yaca        |      | Haras Cachagua y Pozo de Luna                       | Pozo de Luna          | Horse racing silks |
| 2017 | Nicholas         |      | Eduardo Ortega Pavón |      | Equal Stripes      |      | Nandaly        |      | Haras El Doguito                                    | Nosotros              | Horse racing silks |
| 2018 | Hat Mario        |      | Gustavo Calvente     |      | Hat Trick          |      | Stormy Marama  |      | Haras La Biznaga                                    | Los Cantores          | Horse racing silks |
| 2019 | Top One Scape    |      | Cristian Velázquez   |      | Cityscape          |      | Miss Top One   |      | Haras Firmamento                                    | Castañón              | Horse racing silks |
| 2020 | Irideo           |      | Rodrigo Blanco       |      | Easing Along       |      | Infiltrada     |      | Haras Pozo de Luna                                  | Haras Pozo de Luna    | Horse racing silks |